# Streptanthus vimineus
Streptanthus vimineus är en korsblommig växtart som först beskrevs av Edward Lee Greene, och fick sitt nu gällande namn av Al-shehbaz och D.W. Taylor. Streptanthus vimineus ingår i släktet Streptanthus och familjen korsblommiga växter. Inga underarter finns listade i Catalogue of Life.